# ریهرس‌برگ (پنسیلوانیا)
ریهرس‌برگ (به انگلیسی: Rehrersburg) یک منطقهٔ مسکونی در ایالات متحده آمریکا است که در شهرستان برکس، پنسیلوانیا واقع شده‌است. ریهرس‌برگ ۳۱۹ نفر جمعیت دارد و ۱۷۷٫۰۹ متر بالاتر از سطح دریا واقع شده‌است.